# ドローン トゥ ライフ 〜 2つの王国 〜
『ドローン トゥ ライフ 〜 2つの王国 〜』（原題：Drawn to Life: Two Realms）は、アメリカのゲーム開発スタジオDigital Continueが開発し505 Gamesより2020年12月7日（日本では8日）に発売されたアクションパズルゲーム。「ドローン トゥ ライフ」シリーズの本編3作目（コラボレーション作品を含めると4作目）で、2009年発売の本編2作目『Drawn to Life: The Next Chapter』（日本未発売）以来およそ11年ぶりの新作として発売された。日本では、2008年に1作目『ドローン トゥ ライフ 〜神様のマリオネット〜』が発売されて以来となる。
物語は『The Next Chapter』の数年後が描かれており、主要な登場人物の多くは共通している。クリエイター（＝プレイヤー）が創造したヒーローを操作し、狐耳の種族ラポーサ（Raposa）の世界の村「ラポヴィル（Rapoville）」と人間世界の町「ベルビュー（Belleview）」を行き来しながら、ベルビューで暗躍する存在アルダークの陰謀に迫っていく。

## システム
本シリーズは、ペイントソフトの要領で操作キャラクターのヒーローなどのデザインをプレイヤーが自由に描画できることが特徴の一つで、これまでは操作キャラクターが用いる武器やステージギミックなどをデザインしながらゲームを進行していたが、本作は、ヒーローのデザイン要素はあるもののそれ以外はフィールド上のオブジェクトのデザインなどサブイベント的な位置づけのものが多い。
トップビューのフィールドを移動し特定の人物に話しかけたり特定の場所に到達したりするとイベントが発生し、その後にサイドビューのアクションステージが開始される。これまでのシリーズのステージは横スクロールアクションゲームの形式だったが、本作ではパズル要素が強くなっている。ステージクリア条件は出口への到達が基本だが、ステージによっては、全てのおもちゃ（敵）を倒すことやサブキャラクターなどが特定地点に到達することが追加条件となる。また、予め指定されたおもちゃをプレイヤーが任意の場所に配置してから始まるステージもある。メインシナリオに関係するイベントでは複数のステージを連続でクリアすることでイベントクリア扱いとなる。一方メインではないイベントでは1つのステージのみで、おもちゃを倒したときなどに加算される点数に応じてクリア時にお金やアイテムが手に入る。

## 主な登場人物
クリエイター (Creator)
プレイヤー自身。登場人物たちからの呼びかけに応じて様々なものを創造することになる。
ヒーロー (Hero)
クリエイターが創造した操作キャラクター。名前や姿形は任意で設定する。台詞は表示されないが、登場人物たちと会話している様子はある。
後述のマリから渡された「想像力の書」を用いることで2つの世界を行き来し、登場人物たちの心を覗くこともできる。ゲーム内の各ステージは心を覗いた相手の意識の内部であり、ステージをクリアすることで対象者が抱えている悩みや不満が解消される。
マリ (Mari)
ラポヴィルのラポーサ。1作目『神様のマリオネット』で村長だった父親が亡くなったことでその跡を継いでいる。
2つの世界に危機が迫っていると感じたためクリエイターに依頼してヒーローを呼び出す。
ジョーイー (Jowee)
ラポヴィルのラポーサ。マリの友人。村のシェフが作るスコーンが好物。
マリが自分に内緒で計画を進めていることに腹を立てるが後に和解し協力するようになる。エンディングではマリにプロポーズする。
マイク (Mike)
ベルビューの人間。前作『The Next Chapter』にも登場し、マリなどラポーサの人々はマイクのことを覚えているが、マイクはその時の記憶がなくなっている。
通常、ラポーサと人間は互いの世界を行き来できないが、マイクは想像力の書を通じてラポヴィルに来ることができる。また、他の人間からは見えない怪物「シャドー」の姿を視認できる。
数年前の自動車事故で両親を亡くしており、ふとした瞬間に自責の念に駆られることがある。
ヘザー (Heather)
ベルビューの人間。マイクの女きょうだい。
両親を亡くした自動車事故以来、何故か突然町の住人同士がいがみ合う状況になっていることに違和感を覚えている。
アリー (Aly)
ベルビューの人間。マイクが熱を上げている相手。
自動車事故後も変わらずマイクを傍で支えていたが、シャドーに取り憑かれたことで心の中にあった怒りが噴出する。
アルダーク（Aldark）
ベルビューに現れる謎の存在。召喚したシャドーを人間に取り憑かせて負の感情を増幅させようと目論む。

## 開発
本作開発元のDigital Continueは、以前に「ドローン トゥ ライフ」シリーズを開発していた会社5th Cellの経営陣の一人Joseph Tringaliにより2016年に創設された。Tringaliはスタジオ創設後からシリーズ再開の機会を窺い続け、面識のあった505 Gamesの人物と時々連絡を取りながらいくつかのアイデアについて言及していた。そして2018年後半にコンセプトを提案し、シリーズ新規タイトルの開発が行われることになった。制作にあたっては、シリーズに携わっていた美術担当のChern FaiとEdison Yanや作曲家のDavid J Francoが引き続き参加している。